# Hans Geupel
Hans Geupel (* 10. Oktober 1923 in Meiningen; † 29. Dezember 2000 in Apolda) war ein deutscher Leichtathlet und Sportpädagoge.

## Leben und Wirken

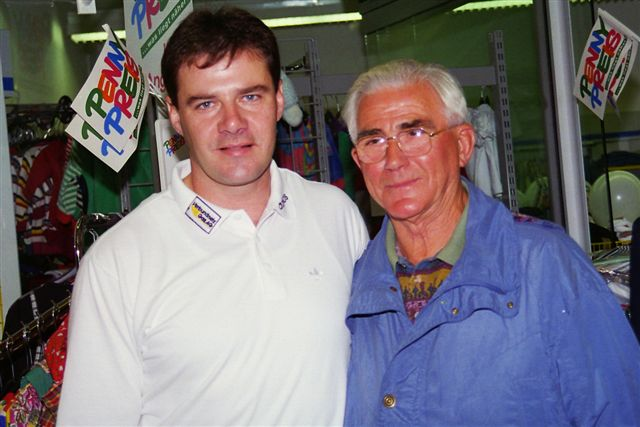
Der „Meistermacher“ neben seinem Schützling Wolfgang Hoppe, Bobweltmeister, um 1995

Geupel war der Sohn des Sportlehrers Alwin Geupel und seiner Frau Grete geb. Penning. Trotz einer Gelenkserkrankung im Alter von fünf Jahren begeisterte er sich schon als Kind für den Sport. Als sich seine Gesundheit stabilisiert hatte, begann er sich im Tennissport und im Hockey zu betätigen. Nachdem die Eltern nach Apolda gezogen waren, trat er als Elfjähriger dem Tennis- und Hockey-Klub bei und wurde 1936 Mitglied im Apoldaer Turnverein. Beim Tennis errang er im Einzel einen dritten und zweiten Platz. Als Heranwachsender wurde er dreimal im Eishockey und zweimal im Hockey mit seiner Mannschaft Thüringen-Sieger.
Nach dem Abitur meldete er sich freiwillig zur Wehrmacht, verlor dort aber bald seine jugendliche Begeisterung. Wegen einer Unbotmäßigkeit wurde er nach München versetzt, wo er 1945 in US-amerikanische Kriegsgefangenschaft geriet. Nach seiner Rückkehr nach Apolda erlernte er den Beruf des Strickers. In seiner Freizeit zog es ihn wieder zum Sport. Nach Absolvierung eines Kursus wurde er 1951 Sportlehrer an einer Schule der Stadt. Von 1956 bis 1962 übte er – zwischendurch zum Oberlehrer ernannt – die Funktion des Kreisturnrates aus, danach bis 1975 betätigte er sich wieder als Sportlehrer an einer anderen Schule. Von 1975 bis 1986 war er als Kreissportlehrer beim DTSB angestellt.
Seine Stärken bestanden darin, dass er unter den vielen Übenden und Sport treibenden auch Jugendliche mit Behinderungen zur Entwicklung von Willensstärke und Leistungsbereitschaft anzuregen vermochte. Unter seiner Anleitung und Förderung sind aus Apolda zahlreiche DDR-Meister, Europa- und Weltmeister sowie Olympiasieger hervorgegangen, so z. B. der Bob-Weltmeister Wolfgang Hoppe. Gefördert hat er auch Matthias Trübner, Gerd Elze, Sigrun Siegl und Christine Laser, die 1976 in Montreal den Doppelerfolg bei den Olympischen Spielen im Fünfkampf komplettierten. Welt- und Europameister lernten bei dem gestrengen Trainer Hans Geupel laufen, werfen und springen, so Uwe Langhammer (Stab) und Marco Liebeskind (Hoch).
Er trug deshalb auch den Spitznamen „der Meistermacher“.
Hans Geupel war Mitglied der Liberal-Demokratischen Partei Deutschlands (LDPD) und mit ihrem Mandat viele Jahre Stadtverordneter von Apolda. Mitte der 1970er Jahre wurde er zum Organisator der Errichtung des Vereinshauses der Tennissportler. Im Jahre 1992 gründete er zusammen mit Gleichgesinnten den „Turnverein Apolda e. V. 1856“ neu, dessen Präsident und später Ehrenpräsident er wurde.

## Ehrungen
- Verdienter Meister des Sports
- Nach seinem Tode benannte die Stadt Apolda im Juni 2001 ihre neue Sportanlage in Hans-Geupel-Stadion

Nach der Teilsanierung des Hans-Geupel-Stadions 2012 wurde zu Ehren von Hans Geupel eine Gedenktafel angebracht.